# Chester Himes
Chester Bomar Himes (Jefferson City, 29 luglio 1909 – Moraira, 12 novembre 1984) è stato uno scrittore statunitense afro-americano.
Chester Himes è famoso per la serie di romanzi criminali dei due poliziotti investigatori a Harlem: Coffin Ed Johnson e Gravedigger Jones, da alcuni dei quali furono tratti dei film.

## Biografia
Figlio di due insegnanti, Joseph Sandy Himes e Estelle Bomar Himes, che in seguito divorziarono, fin da ragazzo dovette constatare la discriminazione razziale quando suo fratello, ferito in un incidente, fu respinto da un ospedale per soli bianchi.
Dopo essere stato espulso dall'Università statale dell'Ohio, nel 1928 fu condannato a una grave pena per rapina a mano armata e fu rinchiuso nel penitenziario dell'Ohio. Lì riuscì a farsi rispettare scrivendo racconti, che vennero pubblicati su riviste dopo il 1931. Nel 1936 fu rilasciato in prova in custodia della madre. Continuò a scrivere e venne in contatto con Langston Hughes che lo aiutò a entrare nel mondo letterario.
Nel 1936 sposò Jean Johnson.
Negli anni quaranta fu sceneggiatore a Hollywood, e scrisse due romanzi sulle esperienze degli immigrati che lavoravano nelle industrie degli armamenti.
Negli anni cinquanta, amareggiato per le discriminazioni razziali di cui fu vittima (il boss della Warner Brothers lo cacciò solo perché nero), decise di trasferirsi per sempre in Francia. Fu lì che incontrò una donna anglo-irlandese, Lesley Packard, una giornalista di moda dello Herald Tribune che lo aveva intervistato. Dopo aver subìto un colpo apoplettico, fu lei che, lasciato l'impiego, si prese cura di lui, umanamente e professionalmente. Si sposarono nel 1978.
Dopo un trasferimento nella Francia meridionale, andarono in Spagna, ove lo scrittore morì nel 1984, per le complicazioni della malattia di Parkinson.

## Opere principali
- If He Hollers Let Him Go, 1945 (E se grida lascialo andare)
- Lonely Crusade, 1947
- Cast the First Stone, 1952
- The Third Generation, 1954
- The End of a Primitive, 1955 (Fine di un primitivo)
- For Love of Imabelle, titoli alternativi The Five-Cornered Square, A Rage in Harlem, 1957 - (Rabbia ad Harlem; o anche La forza in nero o Fesso d'oro)
- The Real Cool Killers, 1959 (Come è strano; o anche Nero su bianco)
- The Crazy Kill, 1959 (Uccidere da matti; o anche Non metterci il naso)
- The Big Gold Dream, 1960 (Il grande sogno d'oro; o anche Il sogno d'oro)
- All Shot Up, 1960 (Non scherzare con la morte)
- Run Man Run, 1960 (Corri uomo corri)
- Pinktoes, 1961
- Cotton Comes to Harlem, 1965 (Soldi neri ladri bianchi; o anche Harlem)
- The Heat's On, 1966 - (Caccia al tesoro, o anche La notte delle vendette)
- Blind Man with a Pistol, 1969 (Cieco, con la pistola; o anche Uomo cieco con pistola)
- Black on Black, 1973
- A Case of Rape, 1980
- The Collected Stories of Chester Himes, 1990
- Plan B, 1993
- Yesterday Will Make You Cry, 1998

### Edizioni italiane (elenco parziale)
- Rabbia ad Harlem, Demetra, 1996, ISBN 88-440-0064-4